# Islote Barry
El islote San Martín (según Argentina) o isla Barry (según Chile) es una pequeña isla situada en el centro de las islas Debenham, frente a la costa oeste de la costa Fallières de la península Antártica.
Está situada inmediatamente al sudoeste del islote Santa Bárbara y al noreste de la isla Millerand, en aguas de la bahía Margarita.

## Historia y toponimia
El primer nombre fue colocado durante la Expedición Británica a la Tierra de Graham, al mando de John Riddoch Rymill, quien utilizó la isla como base entre el 29 de febrero de 1936 y el 12 de marzo de 1937. La isla fue nombrada por Rymill en honor a Kenneth Barry Lempriere Debenham (1920-1943), el hijo mayor de Frank Debenham, miembro del comité asesor de dicha expedición. La cabaña de la expedición, fue reparada por el British Antarctic Survey en 1946 pero no fue reocupada, siendo posteriormente desmantelada por argentinos.
Sobre el islote, desde 1951 se encuentra la base San Martín del Ejército Argentino, el cual fue el primer establecimiento humano al sur del círculo polar antártico. Desde entonces, el islote en Argentina recibe el nombre del general José de San Martín (1778-1850), militar y político de las Provincias Unidas del Río de la Plata. En una publicación del Servicio de Hidrografía Naval de 1993, se mantiene el nombre Barry para el islote.
Actualmente, las instalaciones históricas de la base conforman el Sitio y Monumento Histórico de la Antártida SMH 26: Estación abandonada San Martín bajo el Tratado Antártico, y conservadas por la base.

## Reclamaciones territoriales
Argentina incluye el islote Barry en el departamento Antártida Argentina dentro de la provincia de Tierra del Fuego, Antártida e Islas del Atlántico Sur; para Chile forman parte de la comuna Antártica de la provincia Antártica Chilena dentro de la Región de Magallanes y de la Antártica Chilena; y para el Reino Unido integran el Territorio Antártico Británico. Las tres reclamaciones están sujetas a las disposiciones del Tratado Antártico.
Nomenclatura de los países reclamantes: 
- Argentina: islote San Martín[7]
- Chile: isla Barry[4]
- Reino Unido: Barry Island[5]